# Удины

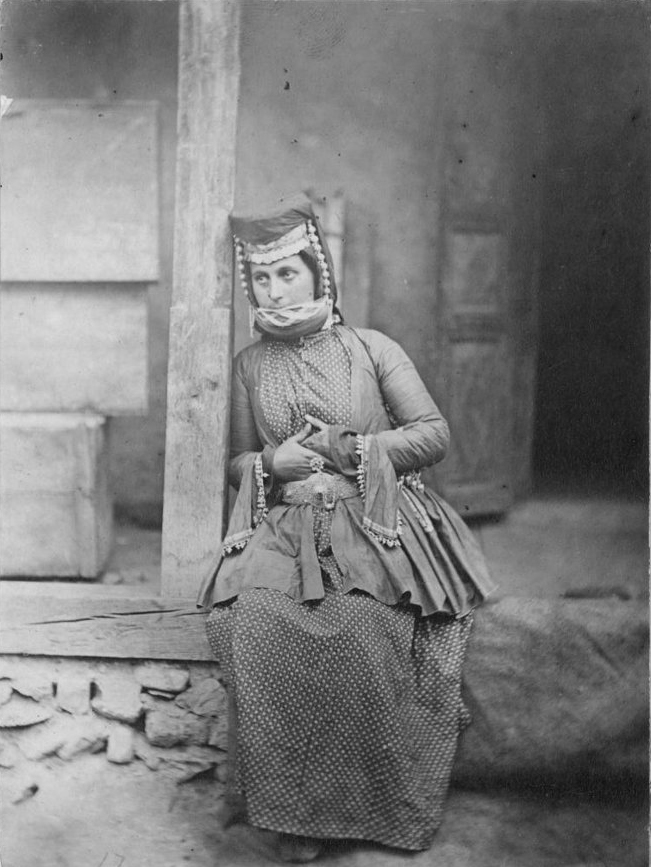
Удинка в традиционном костюме и головном уборе, закрывающем нижнюю часть лица. 1883 год, селение Варташен

Уди́ны (самоназвание — удийо́х, ед. ч. уди́) — нахско-дагестанский народ, один из древнейших народов Восточного Кавказа. Историческое место проживания — территория современного Азербайджана. В настоящее время живут также в России, Украине, Казахстане, Грузии, Армении и в других странах. Общая численность — около 10 000 человек.
Говорят на удинском языке, который относится к лезгинской ветви нахско-дагестанской языковой семьи. Распространены также азербайджанский, русский, грузинский и частично армянский.
Вероисповедание — христианское (православие и Армянская апостольская церковь). Удины Азербайджана, России и Грузии придерживаются православных обрядов.
Удины, как и другие народности лезгинской группы, как по языку, так и в этнокультурном отношении, близки народам Дагестана. Предки этих народностей исторически входили в состав многоплемённого государственного объединения Кавказская Албания и были известны под общим именем леков или албанцев.

## Название
Удины испокон веков известны под названием «уди» (ути). Удины являются потомками одного из племён Кавказской Албании и являются прямыми продолжателями лингвистической традиции Кавказской Албании.

## Удинский язык
Удинский язык относится к лезгинской ветви нахско-дагестанской семьи языков, делится на два диалекта — ниджский и огузский (варташенский).
Удинский язык используется только в быту. В качестве официального языка удины используют язык той страны, в которой проживают: в Азербайджане — азербайджанский, в России русский, в Армении армянский, в Казахстане русский и казахский, в Грузии грузинский и т. д. Большинство удин двуязычны, нередко триязычны.
В современном словаре[прояснить] удинского языка заимствования из азербайджанского, который широко распространён среди удин, составляют 37,6 %.
Как считают большинство специалистов, удинский язык в прошлом был одним из распространённых языков Кавказской Албании, на основе которого в V веке Месроп Маштоц создал албанскую письменность, заложив основы литературного языка удин.

### Диалекты

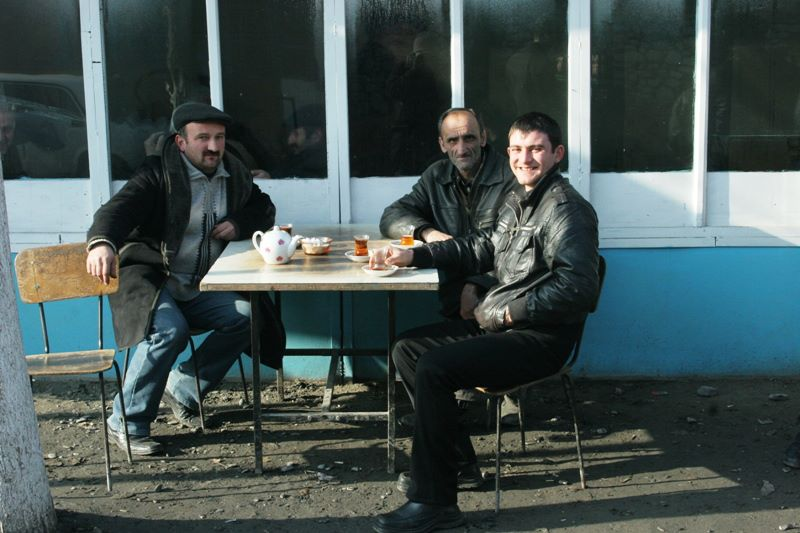
Удины в центре Ниджа (2012)

Удинский язык имеет два диалекта: ниджский и варташенский (варташенско-октемберянский). Ниджский диалект имеет свои подговоры, делящиеся на 3 подгруппы — нижние, промежуточные и верхние. Существует версия, что эти подговоры исторически являлись отдельными говорами (диалектами), соответствовавшими разным группам удин из Товузского района, села Кырзан и Нагорного Карабаха, сёл Сейсулла и Гасанкала, переселившихся в Нидж и Огуз. В составе варташенского диалекта выделяются 2 говора — собственно варташенский и октомберийский.

### Древняя письменность
Первоначально языком письменности и богослужения в Албании являлся армянский. Созданный в V веке Месропом Маштоцем албанский алфавит представлял собой грецизированный вариант одного из несемитических ответвлений арамейской основы. Алфавит состоял из 52 букв. В дальнейшем этот алфавит получил широкое применение: на кавказско-албанский язык были переведены важнейшие библейские тексты, на нём велась церковная служба. Однако впоследствии в силу исторических причин албанская письменность перестала использоваться и постепенно исчезла.

## История

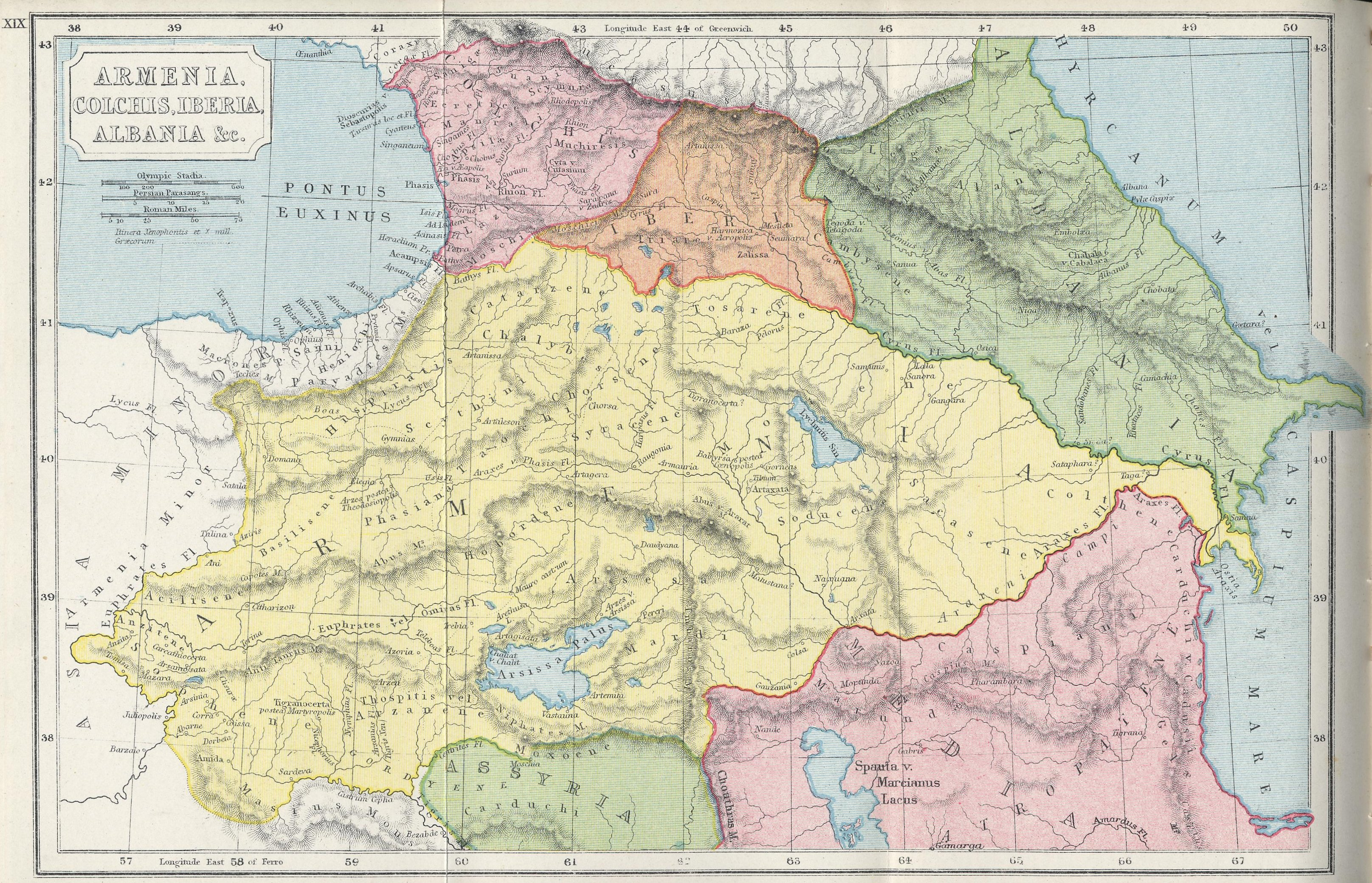
Кавказская Албания (выделен зелёным цветом) в начале н. э. Из «Атласа классической и античной географии» Самуэля Батлера, XIX век.

Впервые об удинах упоминает Геродот в своей знаменитой «Истории» (V в. до н. э.). Описывая Марафонскую битву (греко-персидская война, 490 г. до н. э.), автор указывал, что в составе XIV сатрапии персидской армии воевали и солдаты утиев. Об удинах упоминается в «Географии» древнегреческого писателя Страбона (I в. до н. э.) при описании Каспийского моря и Кавказской Албании. Этнический термин «уди» впервые упомянут в «Естественной истории» римского автора Плиния (I в. до н. э.).
Некоторые сведения об удинах имеются у Гая Плиния Секунда (I в.), Клавдия Птолемея (II в.), Азиния Квадрата и многих других античных авторов.
Начиная с V века н. э. об удинах часто упоминают армянские источники, среди которых более обширные сведения имеются в «Истории страны Алуанк» Мовсеса Каганкатваци.
Плиний Старший. (I в. н. э.) именует удин скифами и отмечает также так называемых утидорсов (аорсы-сарматы, видимо, смешанное племя). Как пишет И. Кузнецов: «В связи с этим вероятен дрейф этнонима или более сложные этногенетические процессы (например, оседание какого-либо ираноязычного или, что менее вероятно, угро-финского народа и восприятие им языка местного кавказского населения)».
Удины были одним из племён создателей Кавказской Албании и являлись одним из главенствующих албанских племён.
Не случайно обе столицы, Кабала и Барда (Партав), находились на землях исторического проживания удин. В прошлом удины были расселены на достаточно обширных территориях, от берегов Каспийского моря до Кавказских гор, по левобережью и правобережью Куры.
Одна из областей Кавказской Албании, которую заселяли удины, одноимённо называлась Ути (Утик). В VI—VII веках Утик был уже значительно арменизирован.
После завоевания арабами Кавказской Албании начался активный процесс исламизации удин и сокращения их численности.
Западные удины покинули[когда?] несколько сёл на границе Нагорного Карабаха и Утика и поселились в селе Нидж. Согласно мнению известного лингвиста и исследователя удинского языка В. Шульце, это было связано с начавшимся заселением региона армянами. Однако известно, что наряду с удинами, из Нагорного Карабаха и Утика в Нидж и близлежащие сёла также переселяется[когда?] большое число армян.
В XI веке, с началом миграции в регион тюрков-огузов, удины подверглись тюркизации.
В результате, при отсутствии собственной государственности большая часть албанских племён ассимилировалась среди армян и тюрков. Сохранившие христианскую самоидентификацию удины остались в духовном единстве с армянами в едином для них Алванском католикосате ААЦ, языком богослужения которого был армянский. Приняв армянскую веру, часть удин, владевших как родным, так и армянским языком, со временем перешли полностью на армянский и стали осознавать себя армянами.
Дэвид Лэйтин и Рональд Суни, отмечают, что многие из албан, приняв христианство, со временем стали считать себя армянами, а другая часть, приняв ислам, позже слилась с азербайджанцами.
Ещё в недавнем прошлом удины жили в сёлах Мирзабейли, Солтан Нуха, Джоурлу, Мыхлыкувах, Баян, Варданлы, Кирзан, Малых, Енгикенд и др., однако ныне они ассимилировались с азербайджанцами: «основная масса удин, как и большинство остального аборигенного населения Азербайджана, вошла в состав азербайджанского народа».
Согласно переписи 1897 года в Закавказье проживало около 7000 удин. В годы Гражданской войны в России удины стали жертвами резни, устроенной турецкими войсками. Перепись населения СССР 1926 года зафиксировала только 2500 удин, что стало результатом предшествующих катаклизмов.
В 1959 году в Закавказье проживало 3200 удин.
Распространение христианства среди предков удин началось в IV веке, в период христианизации Кавказской Албании. Согласно армянским источникам, царь Урнайр принял крещение от Григория Просветителя и после возвращения распространил новую религию среди албанского населения. Предполагается, что в этот процесс были вовлечены и племена, от которых происходят современные удины.
В V веке Месроп Маштоц создал письменность для албанского языка, на котором, вероятно, говорили и удины. Это стало важным шагом в развитии христианской культуры и образования в регионе.
Несмотря на постепенное подчинение Албанской церкви Армянской апостольской церкви, часть удин сохраняла христианскую идентичность. Православная миссионерская деятельность среди удин началась в XVIII веке при грузинском царе Ираклии II и была связана с политическими контактами между Грузией и Шекинским ханством. К началу XIX века в селе Варташен около 750 удин исповедовали православие.
После присоединения Шекинского ханства к Российской империи, православные миссии были возобновлены. В отчёте экзарха Грузии Феофилакта от 5 июля 1820 года указывается, что 130 удинских домов были обращены в православие.

## Современное положение
В настоящее время единственными местами компактного проживания удин являются село Нидж в Азербайджане и село Зинобиани (переселенцы из Варташена в 1922 году) в Грузии. До Карабахского конфликта компактным местом проживания удин в Азербайджане являлось также и село Варташен, с населением около 3000 удин. В 1989 году в результате действий местной администрации в лице членов партии «Народный фронт Азербайджана» удины Варташена были изгнаны из страны. Изгнание стало частью разразившегося армяно-азербайджанского карабахского конфликта. Удины, носившие армянские имена и относившиеся к пастве армянской церкви, рассматривались как армяне, а следовательно, их постигла та же участь, что и других армян в Азербайджане. На сегодняшний в Варташене осталось незначительное количество удин. В 1991 году Варташен был переименован в Огуз и по переписи 2009 года в Огузском районе осталось 74 удина.
Как отмечает В. Шульце к удинам издавна проявляли интерес историки и лингвисты. Однако, начиная с 1992 года, официально поддерживаемое азербайджанскими властями «возрождение» удин продиктовано предположением о том, что удины представляет собой последние остатки автохтонного сегмента населения Азербайджана, который ассоциируется с одной из этнических групп древней Кавказской Албании, и, как утверждается, жил в Карабахском регионе «задолго до» иммиграции армян и постепенной арменизации его коренных жителей. Эта взаимосвязь используется для подтверждения тезисов Азербайджана о том, что Карабах был занят армянами в значительно позднее время, а не населён ими постоянно. Таким образом, официальная «забота» об удинах тесно связана с «использованием» их в качестве главного свидетеля неармянской истории Нагорного Карабаха.

## Религия

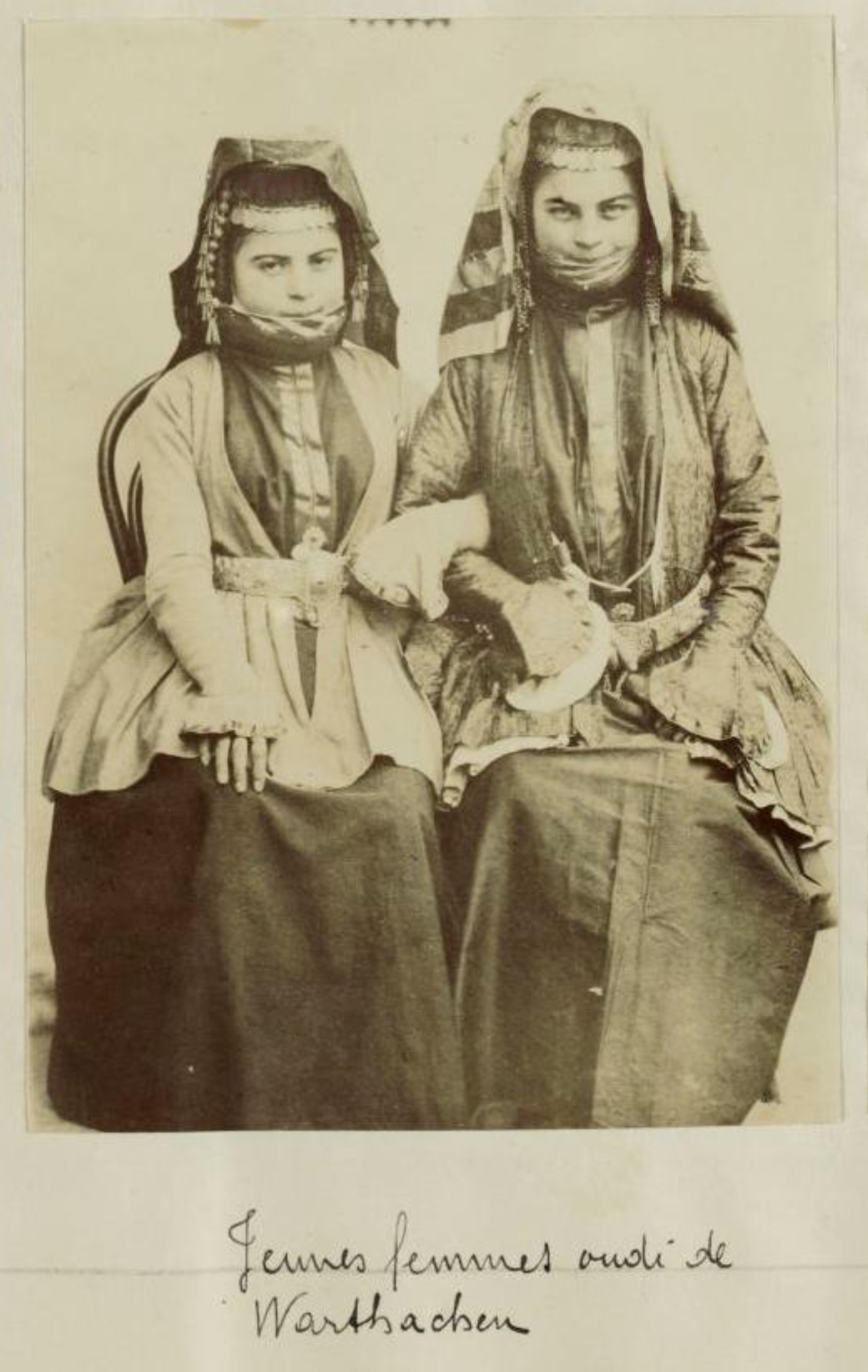
Удинки из Варташена, 1900 год

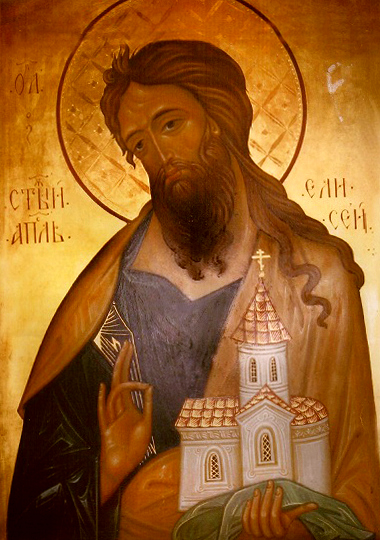
Современная икона Русской православной церкви из села Нидж с изображением Святого Елисея

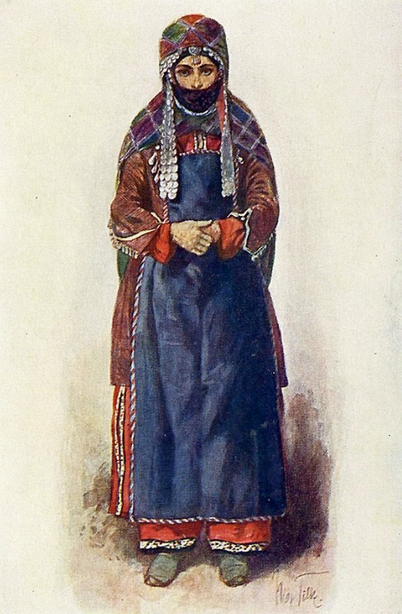
Удинка в творчестве этнографа Макса Тильке

Начиная с эпохи христианизации Албании, удины принадлежали Албанской церкви, которая была в каноническом единстве с Армянской апостольской церковью и предстоятель Албанской церкви рукополагался армянским католикосом. Как и ААЦ, Албанская церковь не признала Халкидонского собора, сохранив миафизитское богословие.
В конце VI века Албанская церковь, в связи с порабощением Армении византийцами, провозгласила автокефалию. Первым независимым католикосом Албанской церкви стал Аббас. При этом каноническое и вероучительное единство двух церквей сохранилось, поэтому Албанская церковь была в семье нехалкидонских Древневосточных православных церквей.
В 704—705 гг., после неудачной попытки албанского католикоса Нерсеса Бакура перейти в халкидонитство, церковь Албании потеряла автокефалию и вошла в состав армянской, Албанская церковь превратилась в автономный католикосат Армянской церкви
После принятия христианства удины, как и другие христианские народы, сохранили некоторые свои прежние ритуалы, обычаи и традиции и сочетали их с новой религией. Например, сохранился обычай держать в домашнем очаге негасимый огонь, что говорит о пережитках зороастризма. Свои молитвы удины-христиане нередко обращают к Луне.
Из всех христианских албанских племён, прежнюю этническую самоидентификацию сохранили только удины, по-прежнему вместе с армянами составляя единую паству Албанского католикосата. Армянский язык был языком богослужения и письменным языком удин.
С XI века, в период относительного политического могущества Грузии, на её расширившейся территории среди удин начинается активный прозелитизм со стороны Грузинской православной церкви, в результате чего некоторая часть удин перешла в ГПЦ, соответственно приняв греческую форму православия.
Со вхождением территорий бывшей Кавказской Албании в состав Российской империи, автономный Албанский католикосат Армянской церкви (с престолом в исторически армянонаселённом Нагорном Карабахе, в монастыре Гандзасар) просуществовал до конца XIX века и был преобразован в митрополию ААЦ. Все приходы Албанского католикосата, в том числе и удинские были подчинены ААЦ.

### Современная ситуация
Сегодня удины, проживающие на канонической территории Армянской церкви (в Армении и Нагорном Карабахе), являются верующими ААЦ. Удины Азербайджана, где по политическим причинам невозможна деятельность Армянской церкви, живут обособленной этно-религиозной группой, периодически контактирующей с Русской православной церковью, которая имеет в Азербайджане свою епархию.
28 мая 2003 года в Азербайджане была создана албано-удинская христианская община, председателем которой стал Роберт Мобили.
В 2006 году епископ Бакинский и Прикаспийский Александр (Ищеин) сообщил, что в удинских храмах будет совершаться православное богослужение, а священники для них готовятся в российских духовных учебных заведениях.
В 2010 году была зарегистрирована удинская христианская община Огуза.
Удины России являются последователями Русской православной церкви.

## Культура и этнография
Связь с азербайджанской культурой сказывается на всех сторонах жизни удин. Как отмечал А. А. Шифнер в середине XIX века «татарский» (азербайджанский) язык был основным в общении удинов.
Удины и азербайджанцы, несмотря на различия в религии, почитали одни и те же древние святилища (оджаги, пиры). Обряд изгнания злого духа рожениц удин и азербайджанцев совпадал. Во время своих полухристианских-полуязыческих праздников (например, Вардавар) удины пели песни на азербайджанском языке. Наименования кварталов — концов (мехелле), на которые делится селение Нидж, почти все азербайджанские (Гаджибейли, Дарабаг, Дарамахля, Везирли, Феримли, Малбель, Агдалякли, Меликли, Фалчялы, Манчилы, Далякли, Чирамахля и Абдаллы).
Этнограф Гамаршах Джавадов в своей монографии про удин (1996—1999) отмечает десятки случаев межнациональных браков между азербайджанцами и удинами.
Жилые дома удин относятся к «нухинскому» типу, который распространён и среди азербайджанцев Габалинского, Огузского, Шекинского районов, то есть в регионе исторического обитания удин.

## Динамика численности

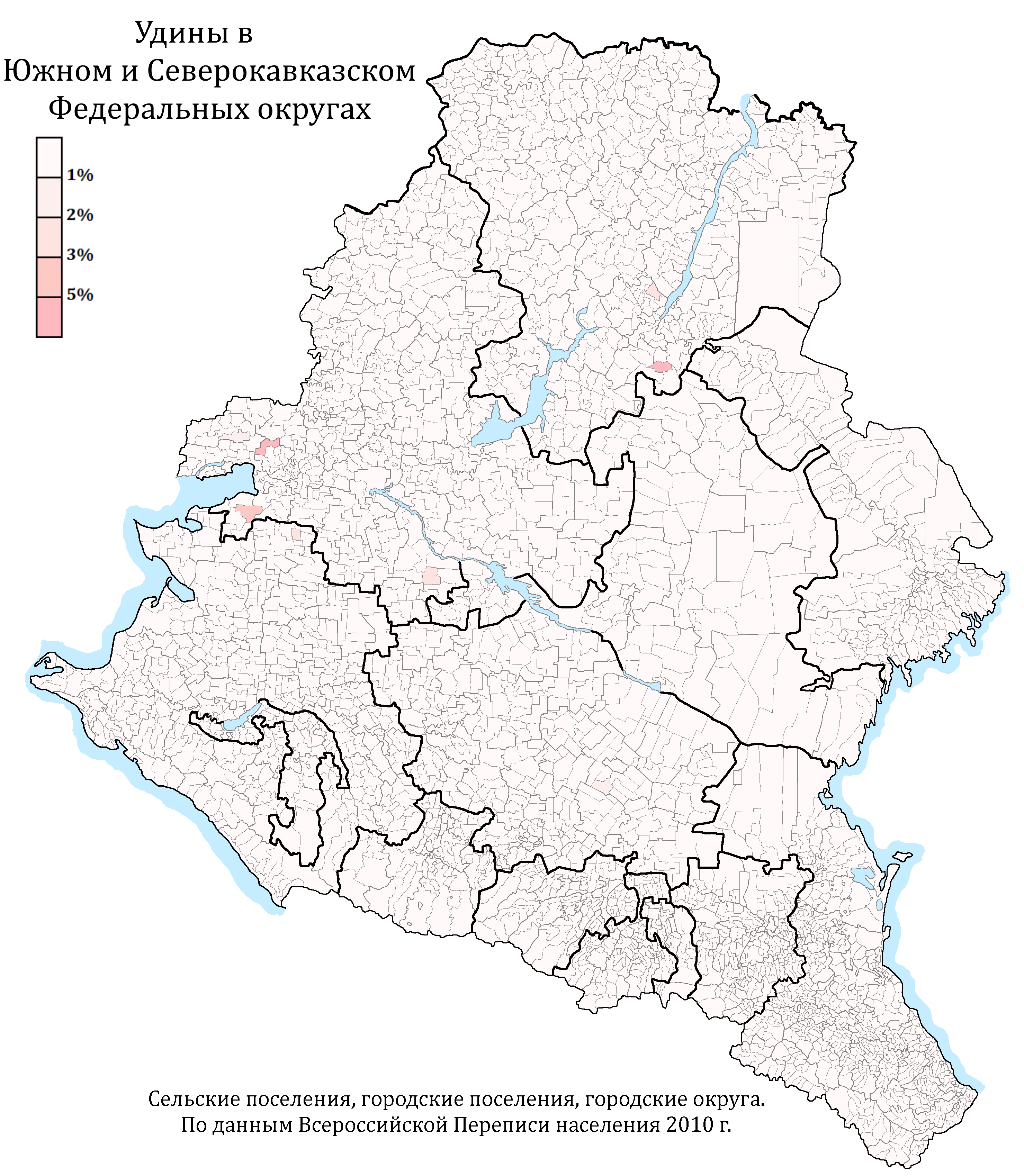
Расселение удин в ЮФО и СКФО по городским и сельским поселениям в %, перепись 2010 г.

Наиболее достоверные ранние сведения о численности удин относятся к последней четверти XX в.: в 1880 г. — 10 тыс. В конце XIX столетия — 8 тыс. В 1910 г. было около 5900 удин. В 1897 г. удин насчитывалась около 4 тыс.; перепись 1926 г. зафиксировала 2500, а перепись 1959 г. — 3700 , в 1979 г. 7000 удин. В 1989 г. удин было в мире 8652.

### Удины в Азербайджане
Число удин в Азербайджане по переписям населения.
| год  | 1896 г. | 1926 г. | 1959 г. | 1970 г. | 1979 г. | 1989 г. | 1999 г. | 2009 г. |
| удин | 7856    | 2441    | 3202    | 5491    | 5839    | 6120    | 4152    | 3800    |

### Удины в России
По переписи 2002 года в России 3721 житель идентифицировал себя как удин. Из них горожан 2078 человек (1114 мужчины и 964 женщины), 1643 сельских жителя (829 мужчин и 814 женщин). Больше всего удин (1573 человека) было зарегистрировано в Ростовской области. По переписи 2010 года число удин в России увеличилось на 546 человек и составило 4267 человек.

## Известные удины
- Гукасян, Ворошил Левонович — советский лингвист, историк, кавказовед, специалист по удинскому языку.
- Кечаари, Георгий Аветисович — удинский и азербайджанский писатель, просветитель, общественный деятель и учёный.
- Мобили, Роберт Багратович — председатель Албано-удинской христианской общины Азербайджана.
- Силикян, Мовсес Михайлович — армянский российский военачальник удинского происхождения.
- Пачиков, Степан Александрович — основатель и совладелец Evernote.
- Пачков, Николай Степанович — советский военачальник, полковник.
- Кукунян, Саргис Мовсесович — армянский военный, деятель армянского национально-освободительного движения.
- Мехлу Вардапет — религиозный деятель и проповедник XVII века, реформатор ААЦ.
- Зиновий Силиков — грузинский общественный деятель удинского происхождения, основатель села Зинобиани.

### Комментарии
1. ↑  Подавляющее большинство также владеет языком страны проживания.